# Улица Яблочкова (Саратов)
У́лица Я́блочкова проходит от улицы М. Горького до Вольской улицы между проспектом Столыпина и Большой Казачьей улицей.

## История
Первые упоминания о улице относятся ко второй половине XIX века. В то время улица именовалась Скромной. Это название, видимо, происходило из того, что по сравнению с соседними улицами она действительно была неприметной и тихой. К концу XIX века за улицей закрепилось название Малой Казачьей, так как на улице жили казаки со своими семьями.
Современное название, Яблочкова, улица приобретает в 1947 году в честь 100-летнего юбилея русского изобретателя Павла Николаевича Яблочкова.